# 单性结实

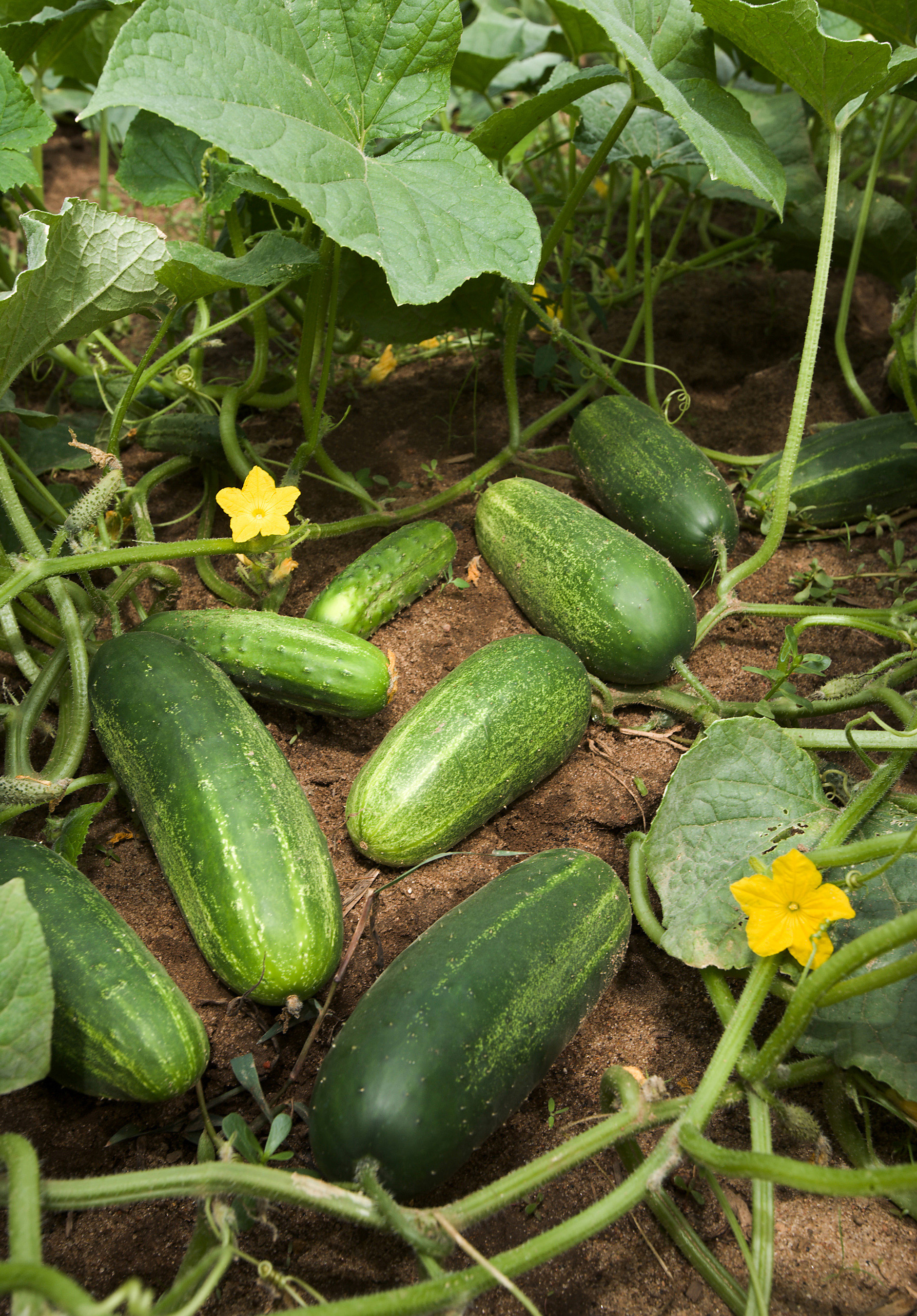
黃瓜的許多品種皆能自然產生單性結實

在植物学和园艺学上，单性结实（英語：Parthenocarpy）是指天然或人工作用下使胚珠不经授粉而结果的現象。在胚珠未經受精的情況下，子房產生發育而形成无籽果实（Seedless fruit）。与种子败育不同，单性结实发育出来的果实是真正无籽的；而通过种子败育发育出来的果实，事实上只是由于在种子很小的时候发生了胚胎放弃，而使得种子保持在了很小和败育的状态而已。
单性结实像种子败育一样，偶尔也会在自然界以突变的形式出现。出現單性結實的個體無法經由有性生殖繁殖，但仍可藉由無性生殖的方式產生後代。影響單性結實的主要因素為植物激素的作用，生長素、吉貝素和離層素等都對單性結實有顯著的影響，且各激素的平衡對單性結實的影響大過單一激素的影響。溫度、光照等環境因子也會透過影響植物激素的合成而間接影響單性結實。

## 研究歷史
對單性結實的研究可追溯至1950年代，Nitch提出單性結果中有類似珠心的組織，Lin和Splittstoesser等人則在研究番茄的單性結實品種Severianin時發現和種子結構類似的組織（pseudoembryos），並發現單性結實的許多性狀受pat-2基因影響，同時觀察到溫度對單性結實的影響，實驗不同變數下各單性結實品種的座果率（Percentage of fruit-set）變化。
之後陸續有許多科學家展開對單性結實的研究，有些從各種激素的影響著手，有些從環境因子的影響著手，有些則著眼於遺傳與分子生物學的層面。中國植物學家曾驤發現胚珠會影響單性結果中植物激素的合成，也有其他研究支持胚珠的多寡會影響單性結實的比率，因為胚珠越多，越有助於生長素的合成。張上隆、曹碚生和戴惠學分別研究溫州蜜柑、黃瓜與番茄等三種會單性結實的植物，探討各種激素對單性結實的影響。

## 機制
目前已知有四種誘導單性結實的機制：授粉誘導、環剝誘導、振動誘導和化學誘導。

### 授粉誘導
將不活化的花粉或他種植物的花粉授粉到柱頭上，胚珠雖不會受精，卻能誘發單性結實。原因可能是花粉帶有的激素，或授粉後開啟了一連串機制使子房開始發育。

### 環剝誘導
環剝阻礙了生長素向根部的運送，使生長素大量累積在切口上而刺激單性結實。另外環剝也可使果實中的養分增多。

### 振動誘導
已有實驗證實振動可誘發茄瓜產生單性結實，田中的植物較溫室裡的植物容易形成單性結實，可能是風吹增加振動而誘發的緣故。

### 化學誘導
某些植物可藉化學方法關閉其正常產生種子的途徑，使其無法形成正常的有子果實。使用生長素、細胞分裂素、吉貝素、矮壯素和青鮮素都能誘導某些物種單性結實。目前主流的「激素平衡理論」認為單性結實受到各激素複雜的交互作用影響，不同激素間的平衡狀態比單一激素的影響更大，在各種激素在特定濃度的狀態才會造成單性結實的高峰。不同植物有不同的最佳激素平衡濃度，且影響其結實的激素種類亦不同。

## 影響因素

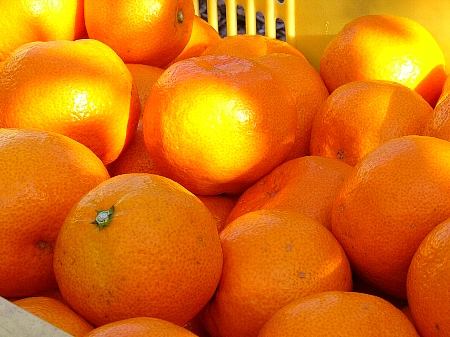
溫州蜜柑為一可產生單性結實的品種，可作為單性結實相關實驗的模式植物。

### 環境因子
單性結實受許多環境因素如溫度和光照時數影響，這些環境因素會影響植物激素的合成，而間接影響單性結實。
蘋果、梨、番茄等植物在低溫時較容易單性結實，這可能是低溫促進吉貝素或生長素增加的結果。另有研究發現高溫會誘導茄瓜產生單性結實，原因是高溫大大降低了花粉的萌發率而增加單性結實的可能性。許多研究都認為溫度的變化會打破植物體內原有的激素平衡狀態，而影響子房的發育。
短光照較能引起單性結實，Nitch的研究就曾表明短光照造成黃瓜的單性結實增加，Rudich則認為短光照增加生長素的合成，因而間接導致單性結實的產生。

### 植物激素與化學物質
各種實驗已經證實植物激素對單性結實有顯著的影響，且越來越多的研究證實影響單性結實的是多種植物激素間的平衡狀態，而非單一激素的影響，這種理論稱為「激素平衡理論」，只有在各種植物激素和化學物質在特定比例的混合下才會造成單性結實最好的環境。例如蘋果和梨添加生長素無法產生單性結實，但同時添加生長素與吉貝素便能成功誘導。

生長素為促進單性結實的主要植物激素。

各種激素對單性結實的研究起源於古斯塔夫森（Gustafson），他提出單性結實的植物較普通植物有較高的生長素。Beyer和Quebedeaux使用生長素運輸抑制劑做實驗，發現生長素運輸抑制劑會阻止生長素從子房運輸到其他部位，使生長素堆積於子房，有助於單性結實的產生。曹碚生對黃瓜的研究得到了和古斯塔夫森相似的結果，並闡明雌花數主要藉增加單性結實而間接影響產量。但也有和Gustafson的研究不一致者，如張上隆對一種單性結實品種：溫州蜜柑的研究，他發現溫州蜜柑的生長素較不會單性結實的品種廣橙為低。
除了生長素之外，吉貝素對單性結實也有顯著的影響。日本生物學家Koshioka發現GA1（吉貝素的一種）也會影響單性結實，戴惠學也發現番茄單性結實品種在結實前的吉貝素（GA3）含量明顯高於一般品種，然而曹碚生對黃瓜的研究中，GA3和單性結實並沒有顯著關係，Mariano則比較兩種番茄的正常與pat-2基因型突變個體中，發現正常情況下GA3可誘導單性結實，但pat-2突變種中，主導單性結實的是子房中特別高的GA20。
離層素為一種生長抑制性物質，張上隆、曹碚生與戴惠學對溫州蜜柑、黃瓜和番茄的研究均表明離層素隨子房的發育而增多，子房可能藉由離層素的增多使其在與其他器官競爭養分時產生優勢。而且隨著子房繼續發育，生長促進性物質如生長素的增加速度會超過離層素，使IAA/ABA比值持續上升，子房得以繼續穩定發育成果實。張上隆對溫州蜜柑的研究發現玉米素（ZT）的濃度在單性結實的溫州蜜柑中較廣橙為高，即玉米素也可促進單性結實的產生。

## 單性結實的目的

### 種子攝食
單性結實產生的果實中雖沒有種子，卻仍對植物有若干好處。以歐防風為例，其種子會被歐防風結網蟲（Depressaria pastinacella，parsnip webworm）吞食並破壞，而約有兩成的野生種歐防風會產生單性結實，由於歐防風結網蟲比較偏好無籽的果實，這些無籽的果實就作為對抗種子攝食（Seed predation）的一種方法，提供歐防風結網蟲食用，實驗表示食用單性結果的歐防風結網蟲生長較食用正常果實的為慢，因此單性結實產生的果實可作為一種誘餌，除了減緩掠食者生長外，還可以減少正常、含種子的果實被掠食者食用而破壞的機會。
猶他杜松（Juniperus osteosperma，Utah juniper）也有類似防衛鳥類種子攝食的機制。一種稱為Parus inornatus的鳥類會食用並破壞猶他杜松的種子，含有較高比例正常果實的個體受到的攝食比較嚴重，因此單性結實可能有防衛種子攝食的功用。

### 提供種子傳播者食物
單性結實的另一個好處是在授粉失敗時，仍能長出果實，提供傳播種子的動物食物。若沒有這些果實，傳播種子的動物可能餓死或遷移。

## 商業利益
單性結實產生的無籽果實在市場上有很大的需求，尤其是種子堅硬的如鳳梨、橘子和葡萄柚等。單性結實對於授粉困難或難以受精的植物也有迫切的需求，如番茄和南瓜等。而對於柿子等雌雄異株（dioecious）的植物而言，單性結實可以減少養分消耗，增加作物產量，因為不用種植雄株以提供花粉。堅果類植物則沒有單性結實的商業需求，因為種子正是食用部位。

## 應用
在某些植物中，單性結實的增產效力相當顯著，如用來製作醃黃瓜的黃瓜品種大多是經雜交選育的可單性結實品種。近年來已有人開始研究單性結實在轉基因上的應用。將金魚草的啟動子和薩氏假單孢菌（Pseudomonas syringae pv. savastanoi）合成色氨酸單氧酶（該酶可催化生長素形成）的基因結合，植入茄子中，結果茄子的產量顯著提高，甚至較未經轉基因、但經激素處理的品種還高。這種轉基因的技術在番茄中也已實驗成功。

## 易混淆點
單性結實常與種子敗育混淆，有時也被誤以為相當於動物的單性生殖。

### 種子敗育

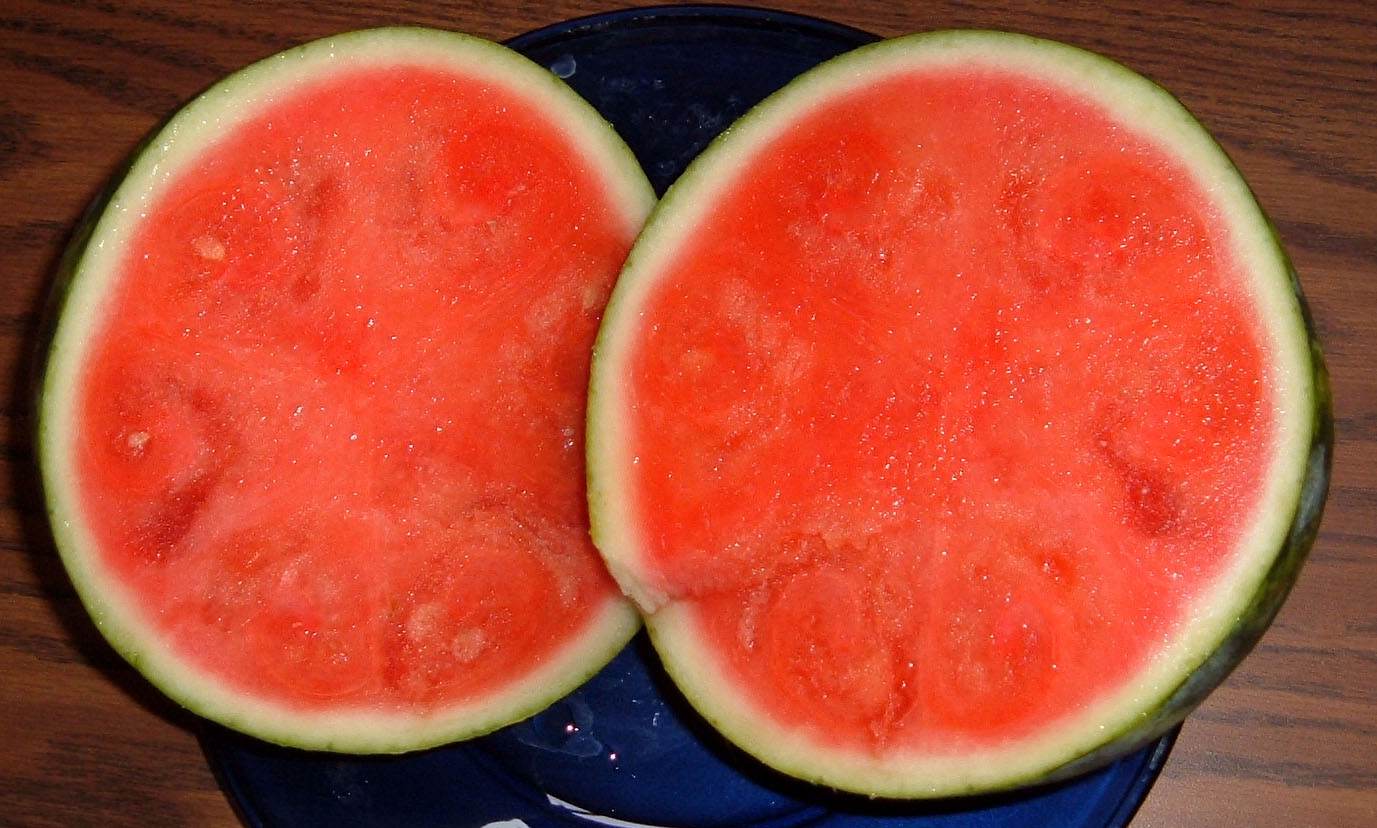
无籽西瓜的產生肇因於染色體異常，屬於種子敗育的一種，而非單性結實。

種子敗育又稱為偽單性結實，是胚珠經過受精卻沒有產生有用的種子的現象，不同於單性結實，座果的產生有賴授粉和受精，因此授粉和受精是不能缺少的。如著名的湯姆森無核葡萄（Thompson Seedless，Sultana），無子原因是受精後合子分裂的速度落後，即為種子敗育的一個例子，該種無籽葡萄的果实因缺乏可製造吉貝素的種子而較小，需要人工添加吉貝素才能使果實成長至正常大小。其他例子還有無籽西瓜，其產生原因為二倍體的一般西瓜和經秋水仙素處理的四倍體西瓜交配，產生無法正常減數分裂的三倍體西瓜；還有一些柿子的品種因胚乳發育異常無法形成種子，一些品種的西洋梨和櫻桃由於染色體異常或養分供應不足而無法形成種子，這些都是種子敗育的例子，而非單性結實。

### 單性生殖
單性結實常被拿來和動物的單性生殖相提並論，這是錯誤的，因為單性生殖是一種無性生殖產生後代的方式，單性結實則否。

## 扩展阅读
- Weiss, J., Nerd, A. and Mizrahi, Y. . Annals of Botany. 1993, 72 (6): 521–6  [2010-06-01]. doi:10.1006/anbo.1993.1140. （原始内容存档于2007-02-12）.